# Olympische Winterspiele 2026/Eishockey
Bei den Olympischen Spielen 2026 in Mailand und Cortina d’Ampezzo werden vom 5. bis 22. Februar zwei Turniere im Eishockey ausgetragen. Beim Turnier der Männer treten zwölf Nationalmannschaften an, das Frauenturnier wird mit zehn Mannschaften ausgetragen.

## Qualifikation
| Nation             | Männer                      | Frauen                      | Mannschaften |
| ------------------ | --------------------------- | --------------------------- | ------------ |
| Dänemark           | Grünes Häkchensymbol für ja |                             | 1            |
| Deutschland        | Grünes Häkchensymbol für ja | Grünes Häkchensymbol für ja | 2            |
| Finnland           | Grünes Häkchensymbol für ja | Grünes Häkchensymbol für ja | 2            |
| Frankreich         | Grünes Häkchensymbol für ja | Grünes Häkchensymbol für ja | 2            |
| Italien            | Grünes Häkchensymbol für ja | Grünes Häkchensymbol für ja | 2            |
| Japan              |                             | Grünes Häkchensymbol für ja | 1            |
| Kanada             | Grünes Häkchensymbol für ja | Grünes Häkchensymbol für ja | 2            |
| Lettland           | Grünes Häkchensymbol für ja |                             | 1            |
| Slowakei           | Grünes Häkchensymbol für ja |                             | 1            |
| Schweden           | Grünes Häkchensymbol für ja | Grünes Häkchensymbol für ja | 2            |
| Schweiz            | Grünes Häkchensymbol für ja | Grünes Häkchensymbol für ja | 2            |
| Tschechien         | Grünes Häkchensymbol für ja | Grünes Häkchensymbol für ja | 2            |
| Vereinigte Staaten | Grünes Häkchensymbol für ja | Grünes Häkchensymbol für ja | 2            |
| Gesamt: 12 NOKs    | 12                          | 10                          | 22           |